# Another Days
『Another Days』（アナザー・デイズ）は、w-inds.の5枚目のマキシシングルである。2002年5月22日、FLIGHT MASTERよりリリース。

## 概要
- シングルでのw-inds.初のオリコン1位獲得曲である。
- 2002年6月5日、速報!歌の大辞テンに出演した。

### タイアップ
- ファミリーマート「M/F/C」CMソング

### 初回特典
- 「w-inds.特製フォトブック（A5変型/40ページ）」応募券。抽選で5,000名にプレゼントされた。

## 収録曲
1. Another Days
2. Show me your style
3. Another Days(Another side mix)
4. Another Days(Instrumental)

作詞･作曲･編曲: 葉山拓亮
編曲: planetcube(#3)